# スリランカ・ムスリム会議
スリランカ・ムスリム会議（スリランカ・ムスリムかいぎ、タミル語: ஸ்ரீலங்கா முஸ்லீம் காங்கிரஸ், シンハラ語: ශ්‍රී ලංකා මුස්ලිම් කොංග්‍රසය, 英語: Sri Lanka Muslim Congress, 略称：SLMC）は、スリランカのムスリムを代表する政党。1981年に東部州のバッティカロア近郊の町カッタンクディで設立された。

## 背景
スリランカにおいて圧倒的な少数派であるムスリムは、タミル人とは異なって多数派であるシンハラ人と協調する道を選び、政権与党に加わることで自らの利益を確保しようとした。この傾向は特に西部州に居住するムスリムに顕著であり、貿易業や商業に従事していた彼らは資金力を行使してスリランカの中央政府に対して一定の影響力を保持していた。
一方、同じムスリムでも東部州で生活するムスリムはこの状況に不満を抱いていた。農業に従事し比較的貧しい立場にあった東部州のムスリムは、ムスリムの意見が西部州中心のものとなっていることに対して反発しており、言語的にもタミル語への関心を失った西部州ムスリムと依然としてタミル語を母語とする東部州ムスリムでは異なっていた。国内9つの州の中で最もムスリム人口の多い東部州ムスリムは、西部州ムスリムから独立するための政党としてスリランカ・ムスリム会議を創設した。

## 歴史
結成当初は東部州のスリランカ・ムスリムからでさえ批判を受けることがあったが、1983年にスリランカ内戦が勃発すると状況に変化が訪れた。初めに紛争の影響を強く受けた東部州のムスリムがSLMCを受け入れるようになり、その後スリランカ・ムスリムの多くが反対するインドとの和平協定にムスリムの外務大臣が賛成したことでその流れは加速した。
1988年に実施された州評議会議員選挙に候補者を擁立したSLMCは、北東部州で17議席、西部州と中部州でも合計で12議席を獲得し、全国で合計29議席の獲得に成功した。その後1994年の第10回総選挙ではスリランカ自由党（SLFP）が率いる人民連合（PA）と選挙協約を結んで選挙に臨み、7議席を獲得した。この選挙ではPAが単独過半数の獲得に失敗したため、過半数獲得のためにSLMCの7議席が必要となった。これ以降SLMCは小数第3党としての役割を意識した行動を取るようになった。

## 特徴
- スリランカ全土のイスラーム化ではなく、スリランカ・ムスリム間でのイスラームの教えの実践を目指す。
- 独立後のシンハラ人政権による政策に対して批判的である。
- スリランカ・ムスリムの教育的・文化的・社会的な遅れを課題として認識している。
- 民族紛争への対応においても、スリランカ・ムスリムへの利益確保を最優先する。

## 参考資料
- 松田哲「スリランカ・ムスリム:その特徴と政治的スタンス」『<紀要論文>』第69号、2013年2月、1-53頁、NAID 110009552288。